# Stephan Keller (politico)
Stephan Keller (Aquisgrana, 18 settembre 1970) è un politico tedesco, sindaco di Düsseldorf dal 1º novembre 2020.